# Cleonir Paulo Dalbosco
Cleonir Paulo Dalbosco OFM Cap. (ur. 25 września 1970 w Barros Cassal) – brazylijski duchowny katolicki, biskup Bagé od 2018.

## Życiorys
20 lutego 1999 otrzymał święcenia kapłańskie w zakonie kapucynów. Przez kilka lat pracował w zakonnych parafiach, a następnie pełnił funkcje radnego (2005–2008), wikariusza (2008–2011) oraz przełożonego prowincji w Porto Alegre (2011–2017).
26 września 2018 papież Franciszek mianował go biskupem diecezji Bagé.  Sakry udzielił mu 1 grudnia 2018 biskup José Gislon.